# Roßsteinwand
Die Roßsteinwand (auf historischen Karten Roßstein) ist ein 1217 m ü. NHN hoher felsiger Grat in den Tegernseer Bergen. Sie liegt in der Gemarkung von Kreuth oberhalb von Brunnbichl und ist als Naturdenkmal gekennzeichnet. Der Grat ist an seinem westlichen Ende mit einem kleinen Kreuz versehen und nur weglos erreichbar.